# Katedra w Mediolanie

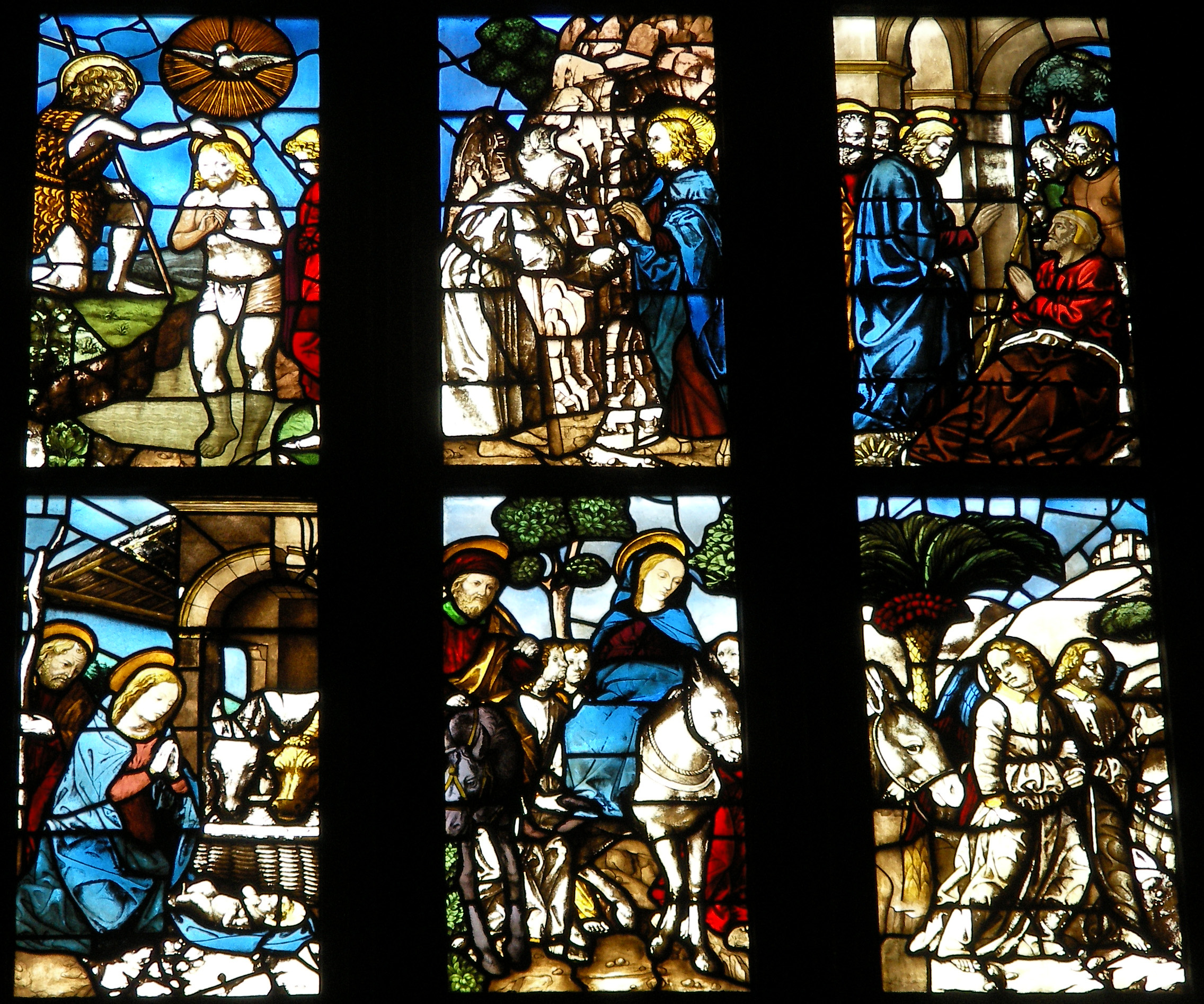
Witraże w oknach prawej nawy katedry

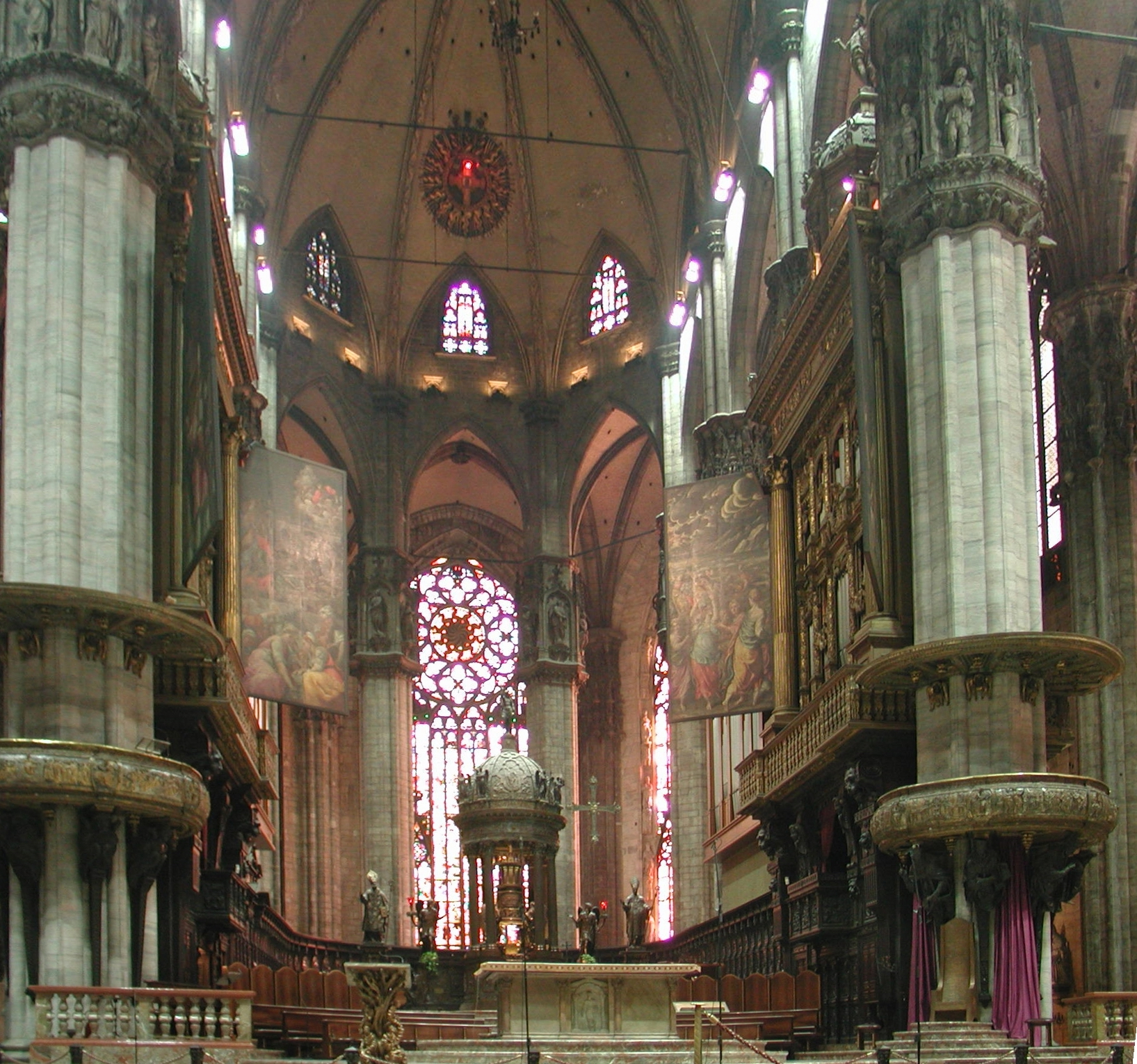
Chór katedry mediolańskiej

Katedra Narodzin św. Marii w Mediolanie (wł. Duomo St. Maria Nascente di Milano, w dialekcie lombardzkim – Dom de Milan) – gotycka, marmurowa katedra, jedna z najbardziej znanych budowli we Włoszech i w Europie. Należy do największych kościołów na świecie (długość – 157 m, szerokość – 93 m). Również witraże w chórze katedry należą do największych na świecie.
Dach katedry, ozdobiony 135 sterczynami, rzeźbami i gargulcami, dostępny jest dla turystów (schody lub winda).

## Historia
Na miejscu obecnej katedry znajdowała się wczesnochrześcijańska katedra Santa Maria Maggiore i nieco większa bazylika rzymska, wyświęcona później na kościół św. Tekli. Obie budowle pochodziły z wieku IV, były wielokrotnie burzone i ze zmianami odbudowywane.
Kościół katedralny w Mediolanie był głównym ośrodkiem liturgicznym rytu ambrozjańskiego.
Budowę obecnej świątyni rozpoczął w 1386 książę Gian Galeazzo Visconti. Zakończona została w epoce Napoleona.
Katedra została wyświęcona w 1572 przez kardynała i arcybiskupa Mediolanu Karola Boromeusza. 26 maja 1805 roku Napoleon został tutaj koronowany na króla Włoch.
W przewadze gotycki styl budowli, w jej fasadzie jest jednak konglomeratem form barokowych i neogotyckich, które pojawiły się w czasie przebudowy w roku 1858.
Reprezentacyjny plac katedralny powstał w latach 1865–1873.